# Соколово (Підляське воєводство)
Соколово (пол. Sokołowo) — село в Польщі, у гміні Бакалажево Сувальського повіту Підляського воєводства.
Населення — 51 особа (2011).
У 1975-1998 роках село належало до Сувальського воєводства.

## Демографія
Демографічна структура станом на 31 березня 2011 року:
|          | Загалом | Допрацездатний вік | Працездатний вік | Постпрацездатний вік |
| -------- | ------- | ------------------ | ---------------- | -------------------- |
| Чоловіки | 24      | 5                  | 18               | 1                    |
| Жінки    | 27      | 6                  | 17               | 4                    |
| Разом    | 51      | 11                 | 35               | 5                    |